# María Paz Rodríguez
María Paz Rodríguez (Santiago, 1981) es una escritora y editora chilena.

## Biografía
Nacida en Santiago, Rodríguez estudió literatura en la Universidad Adolfo Ibáñez e hizo un máster en Literatura Hispanoamericana en la Pontificia Universidad Católica de Chile. 
En 2011 publicó su primera novela «El Gran Hotel», ganadora de la Beca de Creación Literaria del Consejo del Libro en Chile. Cuatro años más tarde publicó «Mala Madre» bajo el sello Alfaguara, novela que la llevó a participar en la Feria Internacional del Libro de Guadalajara 2015 y la Feria del Libro Lima Norte (FELINO) en Perú como invitada de honor ese mismo año.
Ese mismo año también fundó la editorial Neón Ediciones donde trabaja como editora y traductora. Ha publicado autoras como la argentina Pola Oloixarac, la chilena Paulina Flores y el peruano Francisco Ángeles.
Rodríguez ha sido jurado de los concursos literarios Iquique en 100 Palabras de Fundación Plagio, Nuevas Letras Sub 30 de la Fundación Cultural de Providencia y Mujeres Protagonistas del Ministerio de la Mujer en Chile.
En 2024 publicó su cuarta novela, «Arca», publicada por Tusquests Editores.

## Recepción
En 2018, con motivo de la publicación de su primer libro de cuentos, «Niñas ricas», la periodista Paloma Valencia reseñó:
"Lo más interesante de su escritura no es una mujer hablando de mujeres como tú, como yo, sino que no rehúye la experimentación literaria más allá del género de las voces a las que les da vida".

## Libros

### Novelas
- 2011: El gran hotel (Cuarto propio)
- 2015: Mala madre (Alfaguara)
- 2024: Arca (Tusquets Editores)

### Cuentos
- 2018: Niñas ricas (Alfaguara)